# 1966-os Formula–1 holland nagydíj
Az 1966-os Formula–1 világbajnokság ötödik futama a holland nagydíj volt.

## Futam
Zandvoortban ismét a két Brabhamé lett az első két rajthely Clark és Gurney előtt. Bruce McLaren nem tudott elindulni a versenyen, mert V8-as Serenissima motorja elromlott.
Clark a rajtnál a második helyre jött fel, Hulme viszont közel maradt hozzá, míg az új-zélandinak gyújtásprobléma miatt kiállnia nem kellett. Brabhamet a 27. körben a lekörözendőkhöz érve feltartották, így Clark állt az élre és előnyét folyamatosan mindaddig növelte, míg motorproblémája nem adódott. Brabham a 76. körben így ismét az élre állt, és mindenkit lekörözve győzött Hill és a harmadik helyre visszaeső Clark előtt.
| Helyezés | #  | Versenyző       | Csapat/Motor    | Futott körök | Idő/Kiesés oka | Rajthely | Pontszám |
| -------- | -- | --------------- | --------------- | ------------ | -------------- | -------- | -------- |
| 1        | 16 | Jack Brabham    | Brabham-Repco   | 90           | 2:20:32,5      | 1        | 9        |
| 2        | 12 | Graham Hill     | BRM             | 89           | + 1 kör        | 7        | 6        |
| 3        | 6  | Jim Clark       | Lotus-Climax    | 88           | + 2 kör        | 3        | 4        |
| 4        | 14 | Jackie Stewart  | BRM             | 88           | + 2 kör        | 8        | 3        |
| 5        | 32 | Mike Spence     | Lotus-BRM       | 87           | + 3 kör        | 12       | 2        |
| 6        | 2  | Lorenzo Bandini | Ferrari         | 87           | + 3 kör        | 9        | 1        |
| 7        | 30 | Jo Bonnier      | Cooper-Maserati | 84           | + 6 kör        | 13       |          |
| 8        | 38 | John Taylor     | Brabham-BRM     | 84           | + 6 kör        | 17       |          |
| 9        | 36 | Guy Ligier      | Cooper-Maserati | 84           | + 6 kör        | 16       |          |
| Kiesett  | 28 | Jo Siffert      | Cooper-Maserati | 79           | Motorhiba      | 11       |          |
| Kiesett  | 34 | Bob Anderson    | Brabham-Climax  | 73           | Felfüggesztés  | 14       |          |
| Kiesett  | 24 | John Surtees    | Cooper-Maserati | 44           | Elektronika    | 10       |          |
| Kiesett  | 18 | Denny Hulme     | Brabham-Repco   | 37           | Gyújtás        | 2        |          |
| Kiesett  | 8  | Peter Arundell  | Lotus-BRM       | 28           | Gyújtás        | 15       |          |
| Kiesett  | 10 | Dan Gurney      | Eagle-Climax    | 26           | Olajszivárgás  | 4        |          |
| Kiesett  | 4  | Mike Parkes     | Ferrari         | 10           | Baleset        | 5        |          |
| Kiesett  | 26 | Jochen Rindt    | Cooper-Maserati | 2            | Baleset        | 6        |          |

## Statisztikák
Vezető helyen:
- Jack Brabham: 41 (1-26 / 76-90)
- Jim Clark: 49 (27-75)

Jack Brabham 10. győzelme,  7. pole-pozíciója, Denny Hulme 1. leggyorsabb köre.
- Brabham 5. győzelme.